# خوسيه فرانسيسكو توريس
خوسيه توريس (بالإنجليزية: José Francisco Torres)‏، من مواليد 29 أكتوبر 1987، لاعب كرة قدم أمريكي، وهو يلعب مع نادي باتشوكا المكسيكي، فيما بدأ باللعب مع منتخب الولايات المتحدة لكرة القدم في عام 2008.

## مسيرته الكروية
لعب خوسيه توريس خلال مسيرته الاحترافية مع 3 أندية في أربعة عشر موسمًا وسجل خلالها 6 أهداف ضمن 230 مباراة. حيث فاز في موسم واحد بالكأس وفي أربعة مواسم بالدوري.
خاض خوسيه توريس مسيرته مع نادي باتشوكا في موسم 2006–07 ليلعب معه سبعة مواسم، مشاركًا في 133 مباراة سجل خلالها 3 أهداف. ثم انتقل إلى نادي تايجرز أونال في موسم 2012–13 ليلعب معه ستة مواسم، حيث شارك في 86 مباراة سجل خلالها هدفين. لينتقل بعدها إلى نادي بويبلا في موسم 2018–19 لمدة موسم واحد، مشاركًا في 11 مباراة سجل خلالها هدفًا واحدًا.

## روابط خارجية
- خوسيه توريس على موقع الاتحاد الدولي (مؤرشف)  (الإنجليزية)
- خوسيه توريس على موقع قاعدة بيانات كرة القدم.إي يو (الإنجليزية)
- خوسيه توريس على موقع ناشيونال فوتبول تيمز (الإنجليزية)
- خوسيه توريس على موقع Soccerway.com (الإنجليزية)
- خوسيه توريس على موقع كووورة
- خوسيه توريس على موقع AS.com (الإسبانية)